# Hums of the Lovin' Spoonful
| Recensione              | Giudizio |
| ----------------------- | -------- |
| AllMusic                |          |
| Dizionario del Pop-Rock |          |
| 24.000 dischi           |          |

Hums of the Lovin' Spoonful è il terzo (escludendo l'album-colonna sonora precedente) Album in studio del gruppo musicale di folk rock statunitense The Lovin' Spoonful, pubblicato dalla Kama Sutra Records nel dicembre del 1966.

## Tracce

### LP (1966, Kama Sutra Records, KLP/KLPS 8054)
Lato A
Testi e musiche di John Sebastian, eccetto dove indicato.
1. Lovin' You – 2:25
2. Bes' Friends – 1:52
3. Voodoo in My Basement – 2:35
4. Darlin' Companion – 2:22
5. Henry Thomas – 1:40
6. Full Measure – 2:40 (John Sebastian, Steve Boone)

Durata totale: 13:34
Lato B
Testi e musiche di John Sebastian, eccetto dove indicato.
1. You and Me and Rain on the Roof – 2:13
2. Coconut Grove – 2:38 (John Sebastian, Zal Yanovsky)
3. Nashville Cats – 2:34
4. 4 Eyes – 2:53
5. Summer in the City – 2:39 (John Sebastian, Mark Sebastian, Steve Boone)

Durata totale: 12:57

### CD (2003, Buddha Records/BMG Heritage, 7446599732 2)
Testi e musiche di John Sebastian, eccetto dove indicato.
1. Lovin' You
2. Bes' Friends
3. Voodoo in My Basement
4. Darlin' Companion
5. Henry Thomas
6. Full Measure (John Sebastian, Steve Boone)
7. Rain on the Roof
8. Coconut Grove (John Sebastian, Zal Yanovsky)
9. Nashville Cats
10. 4 Eyes
11. Summer in the City (John Sebastian, Mark Sebastian, Steve Boone)
12. Darlin' Companion – Traccia bonus - John Sebastian solo demo - brano inedito
13. Rain on the Roof – Traccia bonus - versione strumentale - brano inedito
14. 4 Eyes – Traccia bonus - parte vocale alternativa/versione brano estesa - brano inedito
15. Full Measure (John Sebastian, Steve Boone) – Traccia bonus - versione strumentale - brano inedito
16. Voodoo in My Basement – Traccia bonus - versione strumentale - brano inedito
17. Darlin' Companion – Traccia bonus - parte vocale alternativa/mixaggio alternativo - brano inedito

## Formazione

### Gruppo
- John Sebastian
- Zal Yanovsky
- Steve Boone
- Joe Butler

### Altri musicisti
- Henry Diltz – clarinetto
- Larry Hankin – scacciapensieri

### Produzione
- Erik Jacobsen – produzione (Koppelman-Rubin Associates, Inc.)
- Henry Diltz – foto copertina album originale[7]

## Classifica
Album
| Anno | Classifica    | Posizione raggiunta |
| ---- | ------------- | ------------------- |
| 1966 | Billboard 200 | 14                  |

Singoli
| Anno      | Titolo del brano   | Classifica             | Posizione raggiunta |
| --------- | ------------------ | ---------------------- | ------------------- |
| 1966      | Summer in the City | Hot 100                | 1                   |
| 1966-1967 | Nashville Cats     | Hot 100                | 8                   |
| 1966      | Rain on the Roof   | Hot 100                | 10                  |
| 1967      | Full Measure       | Hot 100                | 87                  |
| 1966      | Summer in the City | Official Singles Chart | 8                   |
| 1967      | Nashville Cats     | Official Singles Chart | 26                  |